# Cueva de la Fuente del Salín
La cueva de la Fuente del Salín se encuentra en el municipio de Val de San Vicente (Cantabria, España), cerca de la población de Muñorrodero. En la actualidad pertenece al Gobierno de Cantabria, que la tiene cerrada al público principalmente por las dificultades existentes para acceder a ella.
Dentro de esta surgencia activa se encuentra un yacimiento arqueológico descubierto en 1985 por la Sociedad de Actividades Espeleológicas de Cantabria, que la estudió, aunque años más tarde el Departamento de Ciencias Históricas de la Universidad de Cantabria también trabajó sobre ella. Tiene un trazado muy sinuoso y únicamente se puede acceder a ella en épocas de sequía debido a que su entrada cuenta con la desembocadura de un río subterráneo.
Los restos encontrados son de gran interés arqueológico. El yacimiento pertenece fundamentalmente al Paleolítico Superior, con una fecha de 22340 años de antigüedad según la datación de carbono 14. Se ha encontrado un hogar, y en esa misma sala hay varias manos pintadas en negativo además de encontrarse otras en positivo en otras salas.